# Synyster Gates

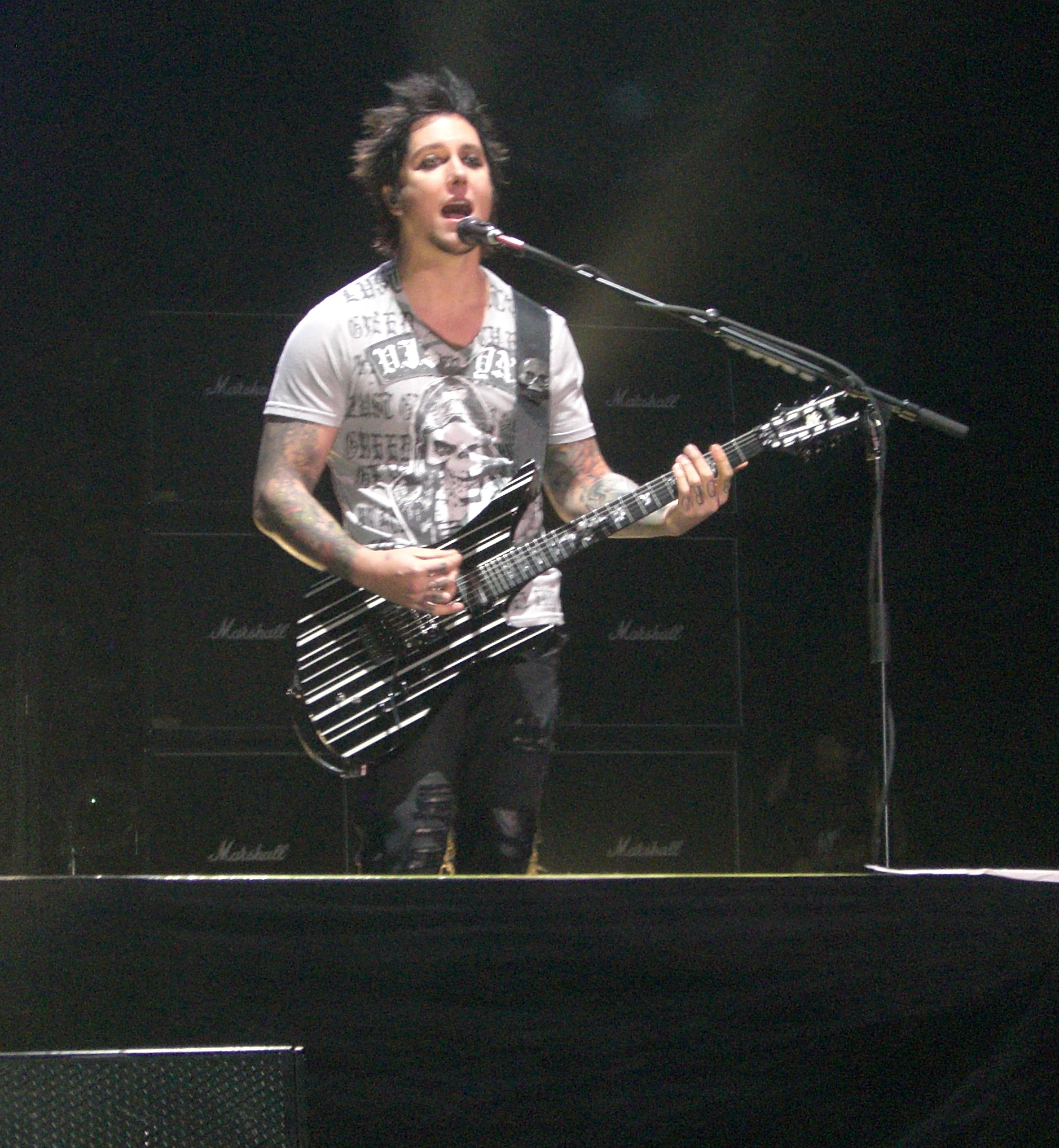
Synyster se apresentando com o Avenged Sevenfold em 2008.

Synyster Gates, nome de nascimento Brian Elwin Haner, Jr. (Huntington Beach, 7 de julho de 1981) é o guitarrista solo da banda americana de heavy metal Avenged Sevenfold. Syn, como também é conhecido nasceu em 7 de julho de 1981 em Huntington Beach, California, filho do também guitarrista Sr. Brian Haner (também conhecido como Papa Gates) e filho adotivo de Suzy Haner. Ele também tem o irmão Brent e a meia-irmã McKenna.
Em 2016, foi classificado pela revista americana Guitar World como o 3º guitarrista mais rápido do mundo, e também como o 87º maior de todos os tempos.

## História
Synyster Gates obteve sua primeira guitarra em torno dos dez anos de idade. Seu pai, Brian Haner, desencorajou o filho com a música, porque ele pensou que iria interferir com o resto de sua vida contemporânea. No entanto, Synyster ignorou as advertências de seu pai, e apesar de suas dúvidas, aprendeu a tocar guitarra. Seu pai, vendo seu potêncial e talento, decidiu então ensinar seu filho a tocar o instrumento, e com sua ajuda, Synyster Gates foi capaz de tocar ''Stairway to Heaven'', música preferida dele. Ele também aprendeu uma música de ouvido com  doze anos.
Synyster Gates ingressou no colégio Ocean View High School, em Huntington Beach, Califórnia e no Mayfair High School, em Lakewood, Califórnia, já como adolescente. Mais tarde ingressou na Musicians Institute em Hollywood, e como parte do programa GIT, estudou “Jazz Guitar”.
Gates juntou-se ao Avenged Sevenfold quando ele tinha 18 anos, no final do ano de 1999, logo antes da gravação do primeiro álbum da banda, “Sounding the Seventh Trumpet”. Ele participou do EP " Warmness on the Soul ", e sobre a re-emissão do primeiro álbum. Ele também toca piano para a banda em músicas como " "Beast and the Harlot" e "Sidewinder", substituindo no piano o ex-baixista da banda Justin Meacham, embora este ainda tenha tocado no EP.
Gates cita Django Reinhardt, Frank Gambale, Adam Aparicio, Basillios, Dimebag Darrell, Slash, Francis Canavan, Jimmy Page e John Petrucci como seus guitarristas favoritos e onde tira grande influência. Ele já ganhou inúmeros prêmios, incluindo o “Young Shredder" do ano pela Metal Hammer Awards em 2005 e o prêmio "Guitarrista do Ano" pela revista “Total Guitar” em 2006. Synyster Gates também foi membro do projeto-paralelo Pinkly Smooth com The Rev e o ex-baixista da banda, Justin Sane. Pinkly Smooth entrou em hiato indefinido quando Syn e The Rev resolveram se dedicar em tempo integral ao Avenged Sevenfold, e acabou com a morte de The Rev.

## Equipamento

### Guitarras
Syn atualmente está patrocinado pela Schecter Guitar Research, assim como seus companheiros de banda, Zacky Vengeance (guitarra base) e Johnny Christ (baixo) estão.
- Syn utiliza seu modelo personalizado "Synyster", que são híbridas de alguns modelos personalizados.
- Um C-1 FR branco com captadores Invader brancos.
  - Syn também possui várias variações do seu modelo "Synyster", por exemplo (todos os seguintes são do formato Avenger/Synyster) uma bandeira Americana, uma bandeira Alemã, uma bandeira Rebelde, preta com listras vermelhas e branca com listras douradas, como pode ser vista no clipe da música "Afterlife". A guitarra branca com listras douradas está  disponível e foi limitada na produção para apenas 100.

A maioria, se não todas, das guitarras que Syn possui são personalizadas. Syn utiliza captadores Seymour Duncan SH-8 personalizados em suas guitarras e também um captador com o sistema sustaniac. Ele utiliza a afinação em DROP D na maior parte do tempo. Ele utiliza a afinação Db nas músicas "Almost Easy", "Radiant Eclipse", "Scream", e outras.
No passado, Syn utilizava uma Gibson Les Paul, uma Parker Fly, B.C. Rich Mockingbird e Ibanez RG Prestige.

### Amplificadores
Atualmente utiliza seu amplificador modelo signature Hellwin USA, recém criado junto a sua patrocinadora Schecter Guitar Research com o seu gabinete também personalizado.
Entre os amplificadores já utilizados:
- Marshall JVM
- Bogner Uberschall
- Mesa Boogie Dual Rectifier Solo Head

Alto-falantes
- Marshall 4x12" cab
- Bogner Uberkab 4x12" (principal)
- Mesa Boogie 4x12" Recto Cabinet Straight

### Unidades de efeitos
- Krank Distortus Maximus
- Boss SD-1 Super Overdrive
- Boss TU-2 Chromatic Tuner
- Boss CS-3 Compressor ( 2 desses)
- Boss PH-3 Phase Shifter
- Boss RV-5 Digital Reverb
- Visual Sound H20 Chorus/Echo
- MXR Carbon Copy Delay
- Seymour Duncan SFX-01 Pickup Booster
- Pog Electro Harmonix
- Budda Custom Wah
- Dunlop Crybaby (rackmounted)
- Voodoo Lab PEDAL POWER 2
- Voodoo Lab GCX Audio Switcher
- HellWin

### Acessórios
- Encordoamento Ernie Ball 'skinny top, heavy bottom'.
- Palhetas Jim Dunlop Gator Grip 2.0mm pretas com o logotipo "Deathbat" impresso.
- Voodoo Labs GCX Guitar Audio Switcher rack unit.
- Voodoo Labs DMC Ground Control Polo pro.
- Correia para guitarra Rebel Straps Skull Bottle.
- Correia para guitarra Rebel Straps Skull Pick Box, a qual possui um suporte para palhetas.
- Correia para guitarra Get'm Get'm Sergeant Stripes branca.
- Strap locks pretos da Schaller.
- Strap locks vermelhos da Schaller.